# Петрівська Заліна Сосланівна
Заліна Сосланівна Петрівська (до шлюбу Маргієва; нар. 5 лютого 1988, Владикавказ, Північна Осетія, СРСР) — молдавська метальниця молота. Чемпіонка світу серед молоді, чотириразова володарка кубка Європи, чемпіонка Всесвітньої літньої Універсіади (2011). Фіналістка Чемпіонатів Європи, світу та Олімпійських ігор.
Народилася в Північній Осетії, але після погіршення обстановки в регіоні разом з родиною переїхала в Молдаву. Її особистим тренером є батько Сослан Маргієв. Учасниця двох Олімпіад 2008 і 2012. На іграх в Лондоні посіла 8-е місце, метнувши молот на 74,05 м. Несла прапор Молдови на церемонії закриття Олімпійських ігор.
Старша сестра Заліни Марина також є метальницею молота. Брат спортсменки Сергій бере участь у змаганнях з метання молоту серед чоловіків.
Заліна Маргієва є офіцером Прикордонної служби Молдови.

## Дискваліфікація
2 жовтня 2013 року стало відомо, що за використання забороненого препарату Заліна Маргієва дискваліфікована на два роки, починаючи з 24 липня 2013 року по 23 липня 2015 року. Всі результати, досягнуті спортсменкою починаючи з ЧС 2009, вважаються недійсними, включаючи її національний рекорд (74.47-2012).